# Francis Ryck
Francis Ryck, pseudónimo de Yves Delville, es un escritor francés nacido en París el día 4 de marzo de 1920, de madre rusa. Murió en París el día 19 de agosto de 2007, a los 87 años.

## Biografía
El maestro de la novela policiaca francesa y viajero infatigable, antes de convertirse en Francis Ryck, ejerció múltiples oficios. Como soldado, participó en la II Guerra Mundial, en la expedición franco-inglesa de 1940 a Narvick (Noruega). Tras caer prisionero de los alemanes, fue retenido hasta 1943. Hasta 1966 no publicó su primera novela en la colección Serie Negra, en la que editó dieciocho títulos. Cuando abandona la colección en 1978, el título de su última novela, Prière de se pencher au dehors, tendrá un valor de testamento. Sus novelas no esconden una feroz crítica a una sociedad que se tambalea, en la que algunos han querido ver precedentes del mayo del 68 y relaciones con la Nouvelle Vague y el cineasta Jean-Luc Godard. De regreso a la editorial Albin Michel, con la que se inició su carrera en 1954, año en el que obtuvo el Grand Prix de la Société des Gens de Lettres por su novela Promenade en marge, escribió todavía cuatro novelas más, entre las cuales destacan Le Nuage et la foudre y Un cheval mort dans une baignoire.

## Obras
- Autobiographie d'un tueur professionnel, Albin Michel - 07/01/1998
- Le Conseil de famille, Albin Michel - 07/01/1998
- Le Nuage et la foudre, Albin Michel - 09/01/1998
- Le Piège ; deux minutes de soleil en plus, Albin Michel - 09/01/1998
- Un Cheval mort dans une baignoire, Albin Michel - 07/01/1998
- La Discipline du Diable
- Drôle de pistolet (adaptada al cine con el título Le Silencieux por Claude Pinoteau). Ganadora del Gran premio de la literatura policíaca.
- Le Compagnon indésirable (adaptada al cine con el título Le Secret por Robert Enrico).
- Prière de se pencher au-dehors.
- Opération millibar.
- Nos intentions sont pacifiques, rebautizada L'entourloupe (Carré Noir, Gallimard).
- Les Chasseurs de sable.
- Promenade en marge.
- Ashram drame, (Série Noire, Gallimard) - 1966
- Feu vert pour poissons rouges, (Série Noire, Gallimard) - 1967
- Incognito pour ailleurs , (Série Noire, Gallimard) - 1968
- L'autre versant de la nuit en colaboración con Marina Edo.
- L'honneur des rats (Le Livre de Poche, LGF) - 1978
- L'incroyant (Série Noire, Gallimard) - 1970

- Datos: Q544562